# أنطوان زهرة (لاعب كرة قدم)
أنطوان زهرة (بالإنجليزية: Antoine Zahra)‏ هو مدرب كرة قدم ولاعب كرة قدم مالطي، ولد في 9 يناير 1981 في الزيتون في مالطا. شارك مع منتخب مالطا تحت 21 سنة لكرة القدم ومنتخب مالطا لكرة القدم. أما مع النوادي، فقد لعب مع نادي فلوريانا ونادي هيبرنيانز.

## مسيرته الكروية
لعب أنطوان زهرة خلال مسيرته الاحترافية مع 3 أندية في أحد عشر موسمًا وسجل خلالها 16 هدفًا ضمن 154 مباراة. حيث فاز في موسمين بالكأس وفي موسم واحد بالدوري.
خاض أنطوان زهرة مسيرته مع نادي فلوريانا في موسم 1997–98 ليلعب معه أربعة مواسم، مشاركًا في 48 مباراة سجل خلالها 4 أهداف. ثم انتقل إلى نادي هيبرنيانز في موسم 2001–02 ليلعب معه ستة مواسم، حيث شارك في 103 مباراة سجل خلالها 12 هدفًا. لينتقل بعدها إلى St. George's F.C. ‏ في موسم 2006–07 لمدة موسم واحد، مشاركًا في 3 مباريات ولم يسجل أي هدف.

## وصلات خارجية
- أنطوان زهرة على موقع قاعدة بيانات كرة القدم.إي يو (الإنجليزية)
- أنطوان زهرة على موقع ناشيونال فوتبول تيمز (الإنجليزية)